# Edmond Boyer
Pour les articles homonymes, voir Boyer.
Jean Edmond Boyer est un homme politique français né le 22 novembre 1882 à Saint-Junien-les-Combes (Haute-Vienne) et mort le 19 février 1951 à Soucelles (Maine-et-Loire).
Architecte paysagiste et entrepreneur de Travaux publics, il est conseiller général du canton d'Angers-Nord-Est de 1920 à 1924. Il est député de Maine-et-Loire de 1924 à 1932, inscrit au groupe des Républicains de gauche, puis au groupe de la Gauche sociale et radicale.

## Sources
- « Edmond Boyer », dans le Dictionnaire des parlementaires français (1889-1940), sous la direction de Jean Jolly, PUF, 1960 [détail de l’édition]